# Kendra Zanotto
Kendra Zanotto (Los Gatos (Califórnia), 30 de outubro de 1981) é uma ex-nadadora sincronizada estadunidense, medalhista olímpica.

## Carreira
Kendra Zanotto representou seu país nos Jogos Olímpicos de 2004, ganhando a medalha de bronze por equipes.